# En femme
L'espressione en femme viene utilizzata nella comunità transgender, solitamente da crossdresser maschi, per descrivere il vestire con abiti femminili o l'esprimere una personalità stereotipicamente femminile. Il termine deriva dal francese, e significa letteralmente "come una donna". La maggior parte dei crossdresser utilizza anche un nome femme (femminile).
Molte organizzazioni transgender tengono eventi en femme, come vacanze e crociere (come l'anniale Tri-Ess "Holiday En Femme").
EnFemme è anche il nome di una rivista per crossdresser che è stata pubblicata tra il 1987 e il 1991.